# Jutta Fiegl

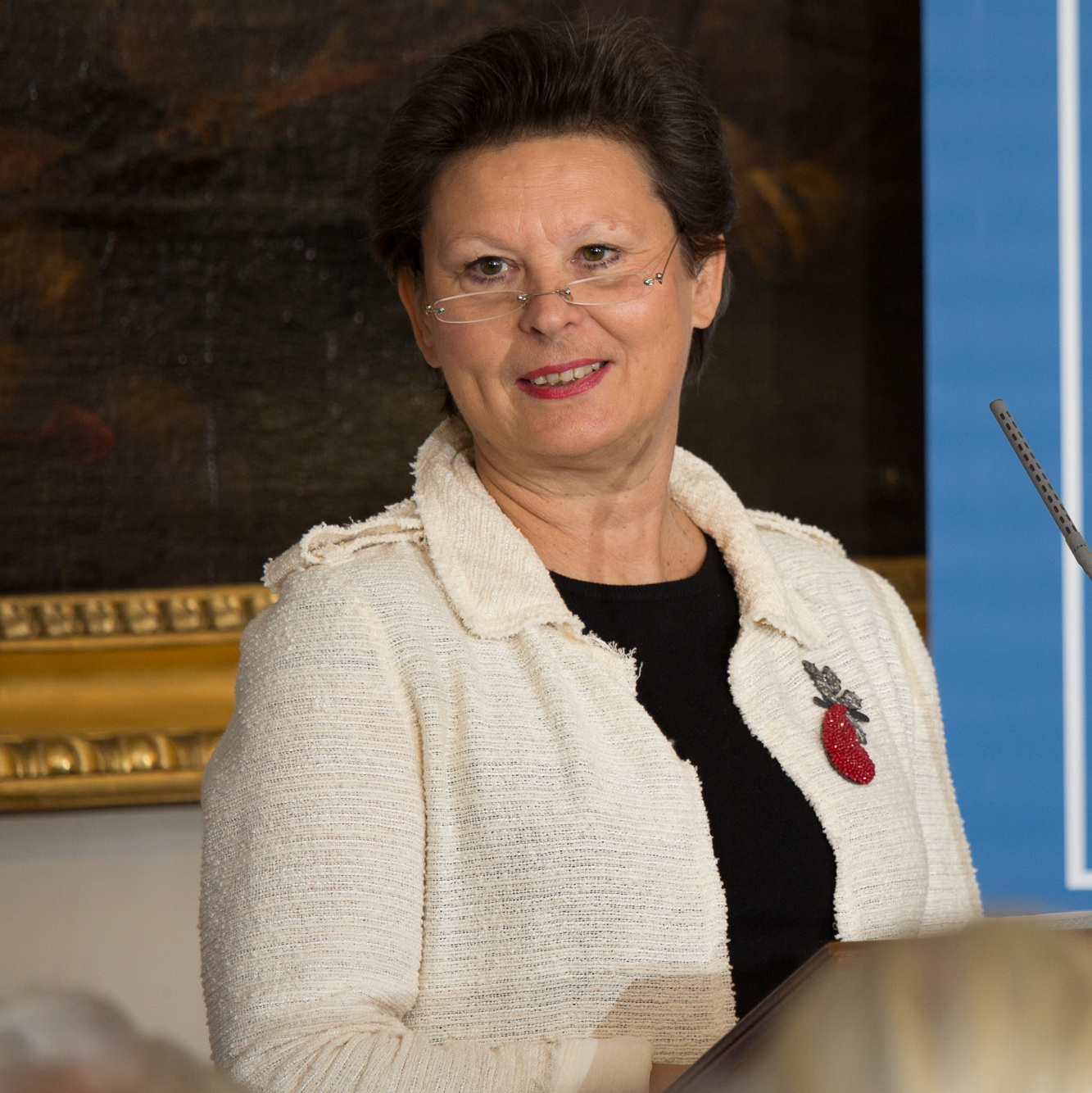
Jutta Fiegl (2013)

Jutta Fiegl (* 24. September 1953 in Wien) ist eine österreichische Universitätsprofessorin, Psychotherapeutin, Lehrtherapeutin, Psychologin und Autorin.

## Leben und Wirken
1983 wurde Jutta Fiegl an der Universität Wien promoviert. Von 1988 bis 1998 unterrichtet sie dort. 1990 schloss sie ihre Ausbildung zur Systemischen Familientherapeutin ab. Seit 2005 ist sie Psychotherapeutische Gutachterin. In den 1980er Jahren entwickelte sie das Wiener Liaisonmodell zur Betreuung von Mammacarcinompatientinnen und ihrer Angehörigen im Krankenhaus.
Sie arbeitet und forscht schwerpunktmäßig – in freier Praxis und im universitären Kontext – in den Bereichen Gynäkologie und Geburtshilfe, Psychoonkologie, Reproduktionsmedizin, Psychosomatik und Sexualstörungen.
Fiegl arbeitet im Bereich Sterilität und psychische Folgen der Reproduktionsmedizin; sie ist seit 2005 Vizerektorin der von ihr mit gegründeten Sigmund Freud PrivatUniversität Wien (SFU), Dekanin der Fakultät Psychotherapiewissenschaft und ist dort in der Lehre tätig.
Im Bereich der In-vitro-Fertilisation zählt sie zu den wenigen spezialisierten Therapeutinnen. Ihr Buch Unerfüllter Kinderwunsch erregte intensive Resonanz bei Presse und Publikum.
Standespolitisch hat sich Fiegl Ende der 1990er Jahre als Verhandlungsführerin der Wiener Psychotherapeuten bei den Vertragsgesprächen um Psychotherapie auf Krankenschein profiliert. Ihr Vorsitz im Wiener Landesverband für Psychotherapie war verbunden mit einer Ausweitung des psychotherapeutischen Angebots in Wien und dessen realer Inanspruchnahme.
Seit 2008 ist sie Präsidentin der Vereinigung Österreichischer Psychotherapeutinnen und Psychotherapeuten (VÖPP).
Fiegl engagierte sich seit Mitte der 1990er Jahre für die Akademisierung der Berufsgruppe, sowohl als Standesvertreterin, als auch als Lehrende in Propädeutika und Fachspezifika. Zu ihrem Forschungsgebiet zählt die Ausbildungsforschung.
Von 2003 bis 2005 war Fiegl gemeinsam mit Heinz Laubreuter, Alfred Pritz und Elisabeth Vykoukal Mitglied des Gründungskomitees für die Gründung einer österreichischen Privatuniversität für Psychotherapie, die die Akademisierung von Psychotherapeuten fördern und ermöglichen sollte. Daraufhin kam es 2005 zur offiziellen Akkreditierung der weltweit ersten Universität für Psychotherapiewissenschaften, der Sigmund Freud PrivatUniversität Wien (SFU). Fiegl ist seitdem dort als Vizerektorin, Dekanin der Fakultät Psychotherapiewissenschaft, Leiterin des Psychotherapeutischen Propädeutikums und Verantwortliche für den Studiengang Systemische Familientherapie tätig.

## Ehrungen
- 2008 Goldenes Verdienstzeichen des Landes Wien

## Schriften (Auswahl)
- Präoperatives Gespräch bei Brustoperationen – Belastung für Patientin und Arzt. Mit M. Langer, M. Ringler, E. Kunsita. In: Ringler/Fennesz/Springer-Kremser (Hrsg.): Frauen„Krankheiten“ Psychosomatische Gynäkologie und Geburtshilfe in Österreich 1982 – 1992 WUV-Universitätsverlag 1992.
- Die In-vitro-Fertilisation aus der Sicht einer gynäkologisch-psychologischen Zusammenarbeit. Mit P. Kemeter. Fertilität (1989): 5: 156–161, Springer Verlag
- Katamnestische Untersuchung von Paaren mit Kindern nach In-vitro-Fertilisation oder Samenspende. Mit P. Kemeter. In E. Brähler, A. Meyer (Hrsg.): Psychologische Probleme in der Reproduktionsmedizin; Jahrbuch der psychologischen Medizin 5, Springer Berlin Heidelberg 1991, ISBN 978-3-540-52553-0.
- Ungewollt kinderlos, Zur Situation des Kinderwunschpaares und der Rolle der Medizin. Journal f. Fertilität und Reproduktion 1/1991.
- Das Wiener Liaisonmodell zur Betreuung von Mammakarzinompatientinnen und ihrer Angehörigen. Mit M. Ringler, M. Langer. In: Pritz, Dellisch (Hrsg.): Psychotherapie im Krankenhaus, Verlag Orac 1994.
- Richtlinien für die psychotherapeutische und soziale Beratung im Rahmen der humangenetischen Beratung. Gemeinsam mit A. Pritz und E. Wagner. Studie im Auftrag vom Bundesministerium für Gesundheit und Konsumentenschutz; Sonderband; Bundeskanzleramt Sektion VI, 1996.
- Adjusting to life when assisted conception fails. Mit Kemeter. Human Reproduction vol. 13 no. 4 pp. 1099–1105, 1998.
- Das psychotherapeutische Gutachten im Bereich der Fortpflanzungsmedizin. In: Lanske/Pritz (Hrsg.): Das psychotherapeutische Gutachten. Wien 2002, ISBN 3-700-72224-9.
- Unerfüllter Kinderwunsch. Das Wechselspiel von Körper und Seele. 1. Aufl., Walter Verlag (im Patmos Verlagshaus), Düsseldorf u. a. 2004, ISBN 3-530-40161-7.
- Fiegl J. (2016) Empirische Untersuchung zum Direktstudium Psychotherapie. Psychotherapiewissenschaft in Forschung, Profession und Kultur, Band 14. Waxmann, ISBN 978-3-8309-3375-5.